# Luis de Arguedas
Luis de Arguedas (Madrid, Reino 
de las Españas 1754 - Reino de las Españas c. 1814) fue un capitán de navío y caballero de la Orden de Santiago que fue nombrado como intendente de San Salvador (en 1898, pero no pudo tomar posesión debido a problemas de salud); y que ejerció como intendente de Santander y presidente de la comisión de comercio y marina de las Cortes de Cádiz.

## Biografía
Luis de Arguedas y Brugueiros nació en la ciudad de Madrid, Reino 
de las Españas, por el año de 1754; era descendiente de criollos peruanos. Contraería matrimonio con María del Rosario Rodríguez de Castro, con quien engendraría una hija llamada Josefa.
Se dedicaría a la carrera de las armas, y en 1773 demostró su nobleza para ingresar a la Real Compañía de Guardias Marinas. En el año de 1774 alcanzaría el rango de alférez de fragata. En el año de 1776, siendo alférez de navío, participó en la expedición, liderada por el almirante francés Jean-Charles de Borda, que tenía por finalidad determinar la posición geográfica de las costas de España y Portugal, y las de la costa occidental de África y las islas Canarias.
En 1778, obtendría título de teniente de fragata, y en 1780 de teniente de navío. El 28 de febrero de 1781, lideraría la balandra Trocha para la expedición científica que tenía por objetivo observar el eclipse de Sol del 23 de abril de ese año en la isla La Española. En 1783 fue ascendido a capitán de fragata; y en septiembre de 1784, se le concedió el hábito de la Orden de Santiago.
El 24 de diciembre de 1786, lideraría una expedición (compuesta por la fragata San Antonio, un bergantín, y dos goletas) para reconocer la situación del fuerte de San Antonio de la Carolina (en el Darién), para luego continuar hacia Portobelo. En el año de 1792, obtendría el rango de capitán de navío.
El 22 de julio de 1798, el rey Carlos IV lo nombró como intendente de San Salvador. Tardó un tiempo en realizar el viaje al continente americano, realizándolo hasta el año de 1802; cuando, abordó de la goleta Carlota, desembarcó en el puerto de Trujillo; pero, debido a problemas de salud, no pudo tomar posesión de dicho puesto.
Pará el año de 1802, era también socio honorario de la Real Sociedad Económica de amigos del país de Valencia. En 1805 fue designado como intendente de Santander; donde fundó el Real Seminario Cantábrico en Comillas; y donde se encontraba en 1808, cuando las tropas de Napoleón Bonaparte invadieron España, siendo uno de los representantes que la ciudad de Santander envió el 23 de junio para prestar fidelidad al rey José I Bonaparte.
El 2 de julio de 1811, el Consejo de Regencia acordó que se eligiese a dos soldados de la marina para conformar la comisión solicitada por el consulado de Cádiz; siendo elegidos Arguedas y Francisco Imaz. Posteriormente, pasaría a ser presidente de las comisiones de comercio y marina en las Cortes de Cádiz.
Fallecería por el año de 1814, ya que el 5 de mayo del siguiente año se le concedió una pensión de 300 pesos anuales a su hija Josefa Arguedas (de cuatro años de edad), que se encontraba residiendo con su madre en la ciudad de la Nueva Guatemala de la Asunción.